# Карлова, Наталья Фёдоровна
Графиня Наталья Фёдоровна Карлова (урождённая Ванлярская; 4 (16) мая 1858, Санкт-Петербург — 14 марта 1921, Канны) — благотворительница, фрейлина императорского двора (1913), с 1890 года морганатическая супруга герцога Георгия Георгиевича Мекленбург-Стрелицкого (правнука императора Павла I). Кавалерственная дама ордена Святой Екатерины.

## Биография

### Происхождение
Наталья Фёдоровна Ванлярская родилась в семье действительного статского советника Федора Ардалионовича Ванлярского (1833—1903) и Марии Фёдоровны, урождённой Уваровой (1835—1872). Супруги имели 6 детей, и Наталья была старшей дочерью. Оставшись тринадцати лет после смерти своей матери, она была хозяйкой дома, помогая во всем своей бабушке — Наталье Петровне Даниловой (1803—1889).

Отец Натальи, пензенский помещик, служил вместе с М. Е. Салтыковым в Пензенской казенной палате. В конце 1866 года он переехал в Петербург и продолжил службу в центральном аппарате Министерства финансов в должности старшего ревизора Департамента неокладных сборов. Но главным увлечением Ванлярского была музыка. Он был знаком с А. С. Даргомыжским, а с М. П. Мусоргским служил в молодости в одном полку и сохранил с ним приятельские отношения на всю жизнь. Наталья Фёдоровна последовала по стопам отца. М. В. Волконская в своих воспоминаниях, посвящённых М. А. Балакиреву, писала:
«Наташа» или Наталья Фёдоровна Ванлярская, ныне графиня Карлова тогда молоденькая очаровательная девушка, приходилась ему (В.П. Опочинину) родственницей (кажется, племянницей) и он, весь сияя, шёл к ней, а она вместе с Катениными — мужем любителем серьёзной музыки и его хорошенькой женой, была единственной, кажется, кроме нас и Опочинина светской посетительницей Бесплатной Школы.

### Фрейлина

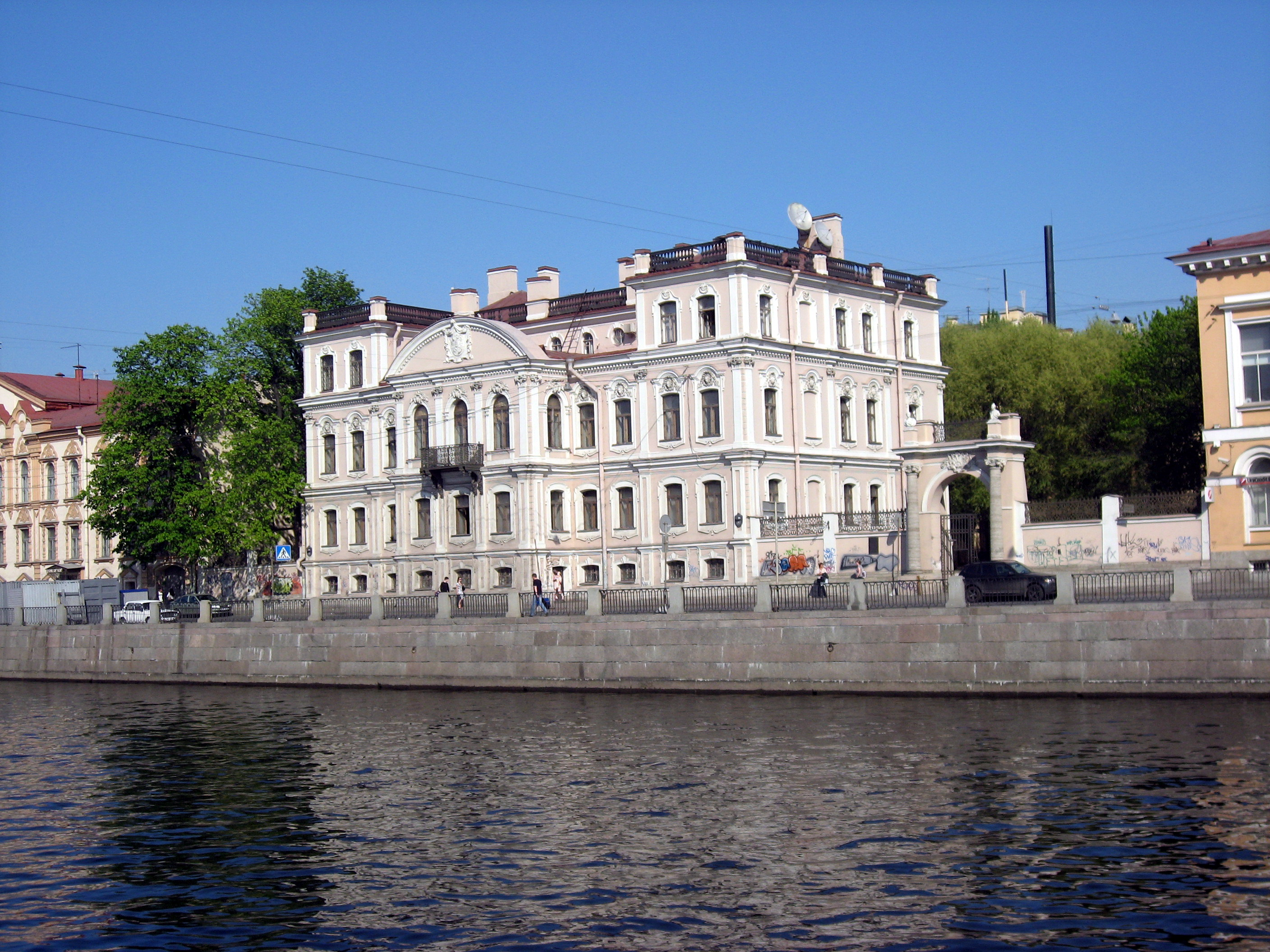
Особняк графини Карловой на Фонтанке

В 1884 году Наталья Фёдоровна была принята фрейлиной ко двору великой княгини Екатерины Михайловны, вдове герцога Мекленбург-Стрелицкого. Продолжая жить с отцом, зимой Наталья ездила на службу в Михайловский дворец, а летом Великая Княгиня приглашала всю семью Ванлярских к себе в Ораниенбаум. По воспоминаниям А. Н. Бенуа, Великая Княгиня «была дама строгая, очень знавшая себе и своему рангу цену, очень следившая за соблюдением своих прерогатив.»
Её старший сын герцог Георгий Георгиевич или Жоржакс с детства серьёзно увлекался музыкой, он прекрасно играл на пианино и виолончели, занимался сочинительством. Дом его бабушки, великой княгини Елены Павловны, был открыт для композиторов и музыкантов. Но ему была предназначена военная карьера. А. А. Брусилов отзывался о нём так: «Это был большой чудак, и как он ни старался быть хорошим полковым командиром, это ему мало удавалось. Он был очень честный, благородный человек и всеми силами старался выполнять свои обязанности.»
Сопровождая Екатерину Михайловну на разные светские мероприятия, герцог и фрейлина часто встречались. У них нашлись общие увлечения: «Она была весьма неглупой женщиной, она интересовалась и художеством и литературой, больше же всего — музыкой, что, вероятно, и послужило её сближению с её мужем — герцогом Георгием, который сам был отличным пианистом и с такой страстью относился к музыке, что даже завел свой собственный, знаменитый на весь Петербург квартет из четырёх первоклассных, чудесно сыгравшихся виртуозов.» При этом девушка не была признанной красавицей: «Не будучи столь же хорошенькой, как её младшая сестра — Марианна Мансурова (впоследствии супруга Якова Владимировича Ратькова), она все же обладала той женственной прелестью, которая иногда вполне возмещает отсутствие патентованной красоты. Довольно высокая, очень стройная, с глазами, в которых играет какая-то весело-лукавая и в то же время ласкающая искорка, с чертами лица скорее простоватыми, но „милыми“, „Наташа Карлова“ вполне заслуживала быть зачисленной в разряд приятнейших особ женского пола.»

### Брак

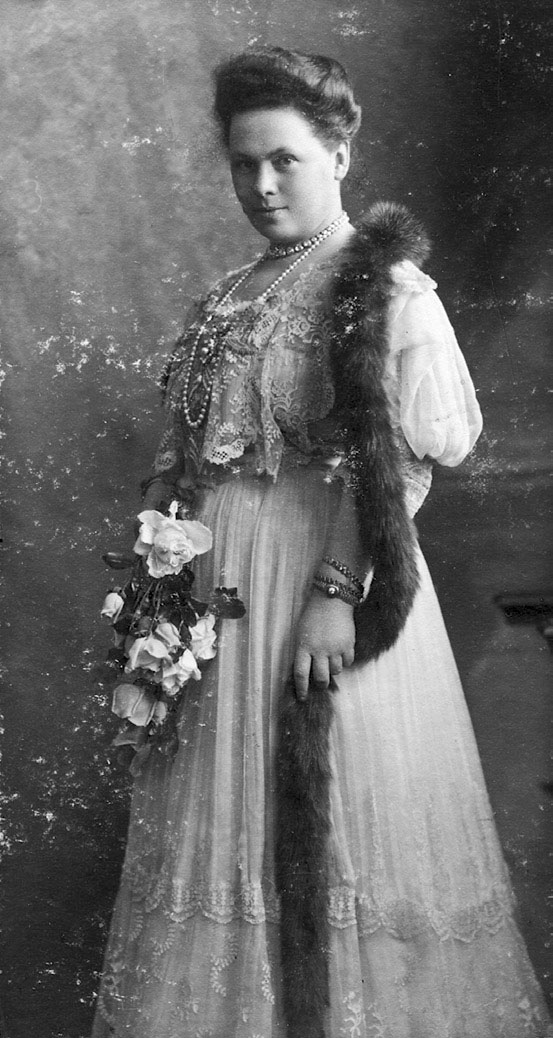
Фотография 1900-х годов

Заметив склонность сына к Наталье Фёдоровне, великая княгиня отстранила девушку от выполнения фрейлинских обязанностей. Георгий Георгиевич проявил упорство и стал добиваться разрешения на брак: в июне 1889 года он специально выехал в Германию, чтобы получить разрешение великого герцога Мекленбургского Фридриха Вильгельма (1819—1904).
Злые языки говорили, что Наташа Ванлярская «женила на себе» герцога, этого грузного и большого человека, жившего до того под крылышком своей строгой матери, крайне целомудренного и никакого жизненного опыта не имевшего. Но, насколько мне удалось изучить характер графини Карловой, это едва ли было так. Что получить разрешение матери было нелегко «Жоржаксу», это вероятно… Но победили её (в.кн. Екатерину Михайловну) не интриги нетитулованной и бедной «втируши», а упорство подлинной любви. Наталия Федоровна всем сердцем (и даже против своей воли) полюбила «своего принца», со своей же стороны «принц» нашел в ней свой идеал — то самое, что было нужно его душе, в чем он почуял всю полноту жизненного счастья. И эта взаимная любовь дала обоим энергию и силу преодолеть все препятствия.
Бракосочетание состоялось 2 февраля 1890 года в 4 часа пополудни в церкви Михайловского дворца. На бракосочетании присутствовали император Александр III и его супруга Мария Фёдоровна.
Посаженным отцом у жениха был великий князь Михаил Николаевич, посаженной матерью — великая княгиня Екатерина Михайловна, а у невесты — её отец и графиня Софья Андреевна Толстая. Венчание совершил настоятель дворцовой церкви протоиерей Иоанн Сыренский, а по лютеранскому обряду в одной из зал дворца пастор Екатерининской лютеранской церкви Васильевского острова Газенегер. Вечером в Михайловском дворце состоялся свадебный обед, после новобрачные отбыли с поездом железной дороги в город Ораниенбаум на постоянное жительство. Там супруги провели первый месяц совместной жизни, затем переехали в подготовленную для них 15-комнатную квартиру в первом этаже Конторского флигеля Михайловского дворца в Петербурге.
После бракосочетания Наталье Фёдоровне был дарован титул графини Карловой, но положение новоиспечённой графини было щекотливым. При дворе её не принимали, большая часть царской семьи, а вслед за ними и большинство аристократии, относились к ней недоброжелательно, «но она до того ушла в свою семью, в воспитание своих детей и в заботы об обожаемом муже, что ей горя было мало. Она продолжала идти той же стезей твёрдой, спокойной поступью и постепенно покорила все сердца. Она даже, при всей своей скромности, приобрела известную популярность.»

### Благотворительность
Войдя в семью, известную своей благотворительной деятельностью (герцоги Мекленбург-Стрелицкие были попечителями в том числе Еленинского клинического института и Елизаветинской больницы, Русского музыкального общества и петербургской консерватории.), Наталья Фёдоровна стала принимать в ней активное участие. В годы Русско-японской войны она была назначена помощницей принцессы Е. П. Ольденбургской и фактически возглавила комитет, где проводила огромную работу: занималась отправкой посылок на фронт, заботилась о раненых и инвалидах, добивалась льгот для воинов (помогала им обустроиться, выдавала деньги, предоставляла лечение) и их детей. В Катальной горке (павильоне, расположенном на территории Ораниенбаума) был устроен склад Красного Креста. Герцоги Мекленбург-Стрелицкие жертвовали деньги, проводили благотворительные концерты.
В начале 1905 года ею была проведена беспрецедентная акция: в газете «Новое Время» было помещено объявление о сборе литературы религиозно-нравственного содержания для русских солдат, находящихся в плену. Книги поступали из всех уголков империи, в результате были собраны десятки тысяч книг, отправленных в Японию. Впоследствии за работу в Порт-Артурском комитете графиня Карлова была удостоена ордена Святой Екатерины малого креста.
Графиня Карлова была почётным членом Благотворительного общества призрения интеллигентных тружениц, попечительницей приюта имени барона О. О. Буксгевдена.
Во время Первой мировой войны графиня Карлова была членом Петербургского особого комитета великой княжны Ольги Николаевны по оказанию помощи семьям лиц, призванных на войну. Мекленбург-Стрелицкие выделяли деньги на содержание лазаретов и госпиталей, один из которых был открыт в их доме на Фонтанке.

### Последние годы

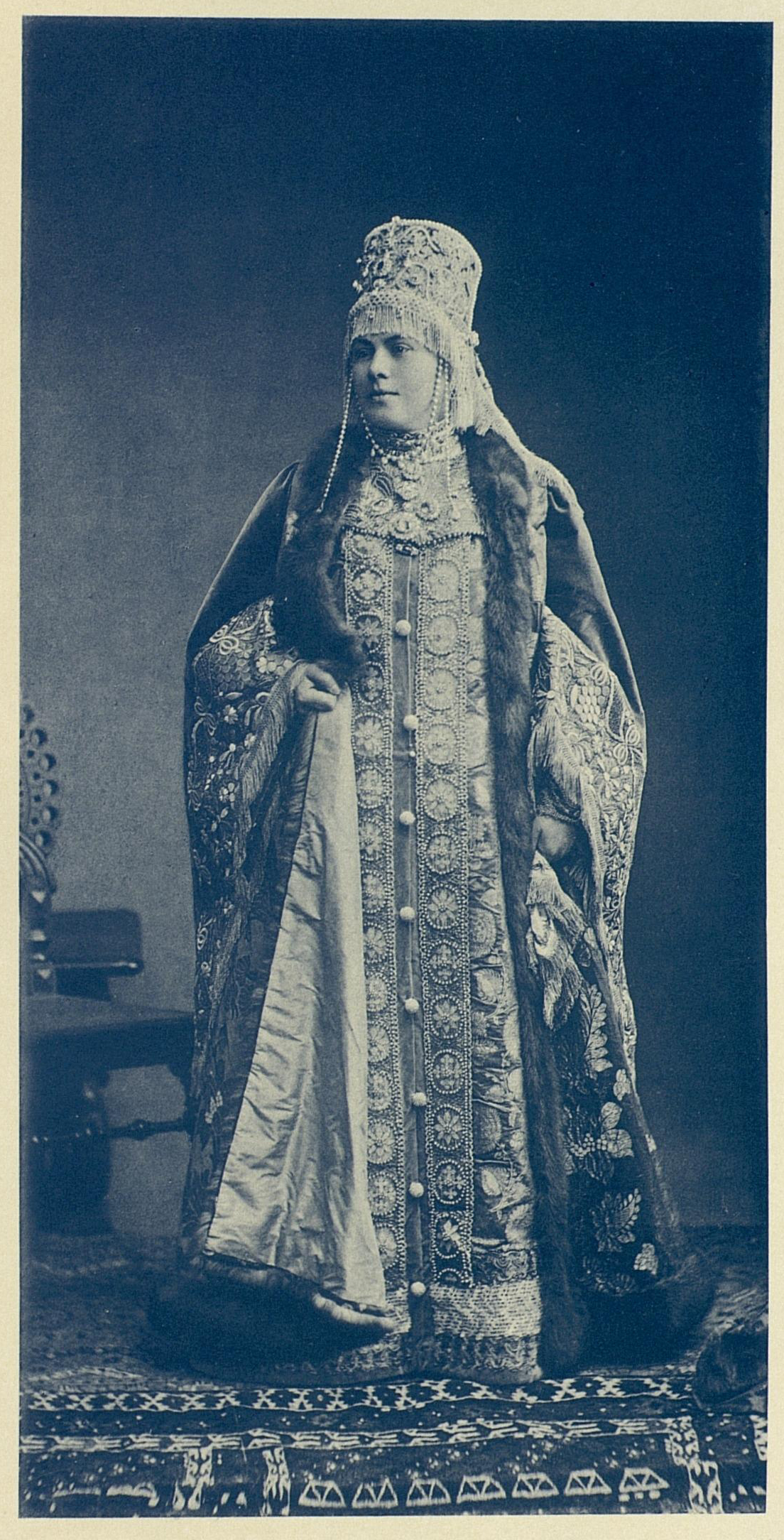
Графиня Карлова на костюмированном балу

Постепенно её стали принимать при дворе. В 1903 году Наталья Фёдоровна с супругом присутствовала на знаменитом костюмированном балу.
Семья проживала в Михайловском и Ораниенбаумском дворцах, однако по условиям завещания Екатерины Михайловны принадлежавшие ей недвижимые имения: Михайловский дворец, Каменноостровский дворец с островом и Ораниенбаумский дворец со всеми принадлежащим ему землями были завещаны герцогу Михаилу и принцессе Елене. Георгий Георгиевич имел лишь право пожизненного проживания в них. Заботясь о своей семье, герцог постоянно увеличивал капитал, приобретал земли и дома для их обеспечения. В 1895 году Георгий Георгиевич переезжает из Михайловского дворца в дом на набережной Фонтанки, купленный им с согласия императора Николая II и обустроенный по его личным планам. В 1896 году он приобрёл усадьбу Жабино, которая стала одной из летних резиденций семьи.
5 декабря 1909 года неожиданно для всех герцог Мекленбургский скончался в год своего пятидесятилетия. В лютеранской церкви Ораниенбаума состоялось его отпевание. В 1913 году случилась новая трагедия: 4 декабря от воспаления лёгких скончалась младшая дочь Наталья и была похоронена в Ораниенбауме рядом с отцом.
Графиня Карлова с детьми на правах родственников сопровождала императорскую семью в поездке на пароходе по Волге в честь празднования 300-летия Дома Романовых. Александра Федоровна пожелала, чтобы Мария Георгиевна официально вошла в её свиту, что вскоре было исполнено, и Мерика стала фрейлиной императрицы.
После революции семья эмигрировала, Наталья Фёдоровна оказалась в Ницце. В 1920 году жила в Лондоне, где принимала участие в работе Красного Креста.
Ее младшая сестра — Марианна Федоровна (1868—1935), жена Якова Владимировича Ратькова-Рожнова, в эмиграции также будет активно заниматься благотворительностью: в 1923 году станет основательней сестричества при соборе Александра Невского и будет его первой старшей сестрой. Вместе с мужем она вложила средства в покупку земли и строительство церкви святого Иоанна Воина в Медоне под Парижем.
Наталья Фёдоровна Карлова скончалась 14 марта 1921 года в Каннах и была похоронена на кладбище Гран-Жас.

## Дети

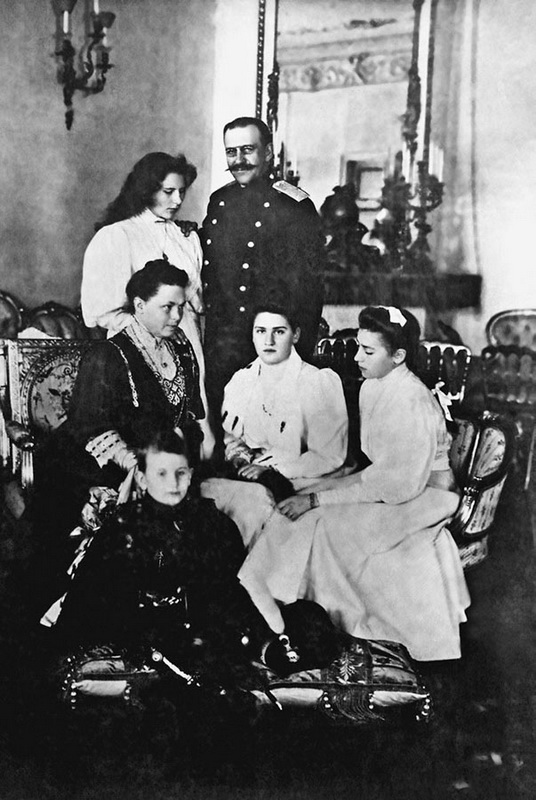
Наталья Карлова с мужем и детьми

Супруги имели четырёх детей, которые именовались графами Карловыми:
- Екатерина Георгиевна (1891—1940), 28 января (10 февраля) 1913 года вышла замуж за князя Владимира Эммануиловича Голицына (1884—1954). Супруги имели трёх сыновей (Николая (1913—1999), Георгия (1916—1992), Эммануила (1918—2002). Погибла во время бомбардировки Лондона;
- Мария Георгиевна (1893—1979), 14 (27) ноября 1916 года в Тифлисе вышла замуж за князя Бориса Дмитриевича Голицына (1892—1919), погибшего в бою за г. Царицын. Дети от этого брака — Дмитрий (1917, Кисловодск — 1944, Нидерланды) и Наталья (1920, Ялта-?). В 1929 году вышла замуж за графа Владимира Петровича Клейнмихеля (1901—1982), от этого брака — дочь Софья;
- Наталья Георгиевна (1894—1913);
- Георгий Георгиевич (Георг Александр) (1899—1963), герцог Мекленбургский.
  - 7 октября 1920 года женился на графине Ирине Михайловне Толстой (1892—1955), вдове графа Александра Михайловича Толстого (1888—1918), дочери генерал-майора Михаила Николаевича Раевского (1841—1893) и княжны Марии Григорьевны Гагариной (1851—1941), внучке Н. Н. Раевского и князя Г. Г. Гагарина. В браке родилось трое детей.
  - 25 июля 1956 года обвенчался с австрийской эрцгерцогиней Шарлоттой Габсбург-Лотарингской (1921—1989), старшей дочерью последнего императора Австрии Карла I (1887—1922) и Циты Бурбон-Пармской (1892—1989),

В 1928 уже в эмиграции граф Георгий Георгиевич Карлов был усыновлён своим дядей Карлом-Михаилом, после чего принял титул «герцога цу Мекленбург, графа фон Карлов». После пресечения старших линий Мекленбургского дома права на их титулы перешли к потомкам Георгия Георгиевича, ставшим их единственными наследниками.

### Комментарии
1. ↑  Написание Вонлярская, Вонлярлярская ошибочны.
2. ↑  В 1908 году великий князь Павел Александрович, заключивший морганатический брак с О.В. Карнович и добивавшийся приезда в Россию вместе с супругой, писал императору Николаю II: «Если б ты хотел мне сказать, почему она не может приехать в Россию, и при чём тут выход замуж Марии? Если оттого, что я женат морганатически, то Карлова (кавалерственная дама) уже прецедент.»[10]